# Autostrade Meridionali
Autostrade Meridionali S.p.A. – koncesjonariusz włoskiej autostrady A3. Spółka odpowiada za ok. 50 km. długości odcinek A3 między Neapolem, a Salerno. Wydana przez ANAS koncesja wygaśnie 31 grudnia 2012.  Autostrade Meridionali powstała w 1925 roku w Neapolu. Akcje spółki są notowane na Włoskiej Giełdzie Papierów Wartościowych w Mediolanie. Siedziba koncesjonariusza znajduje się przy Via Giovanni Porzio 4 w Neapolu. Szefem jest Piero di Salvo.

## Udziałowcy
- Autostrade per l’Italia – 58,98%
- Prowincja Neapol – 5%